# 케네스 코플랜드

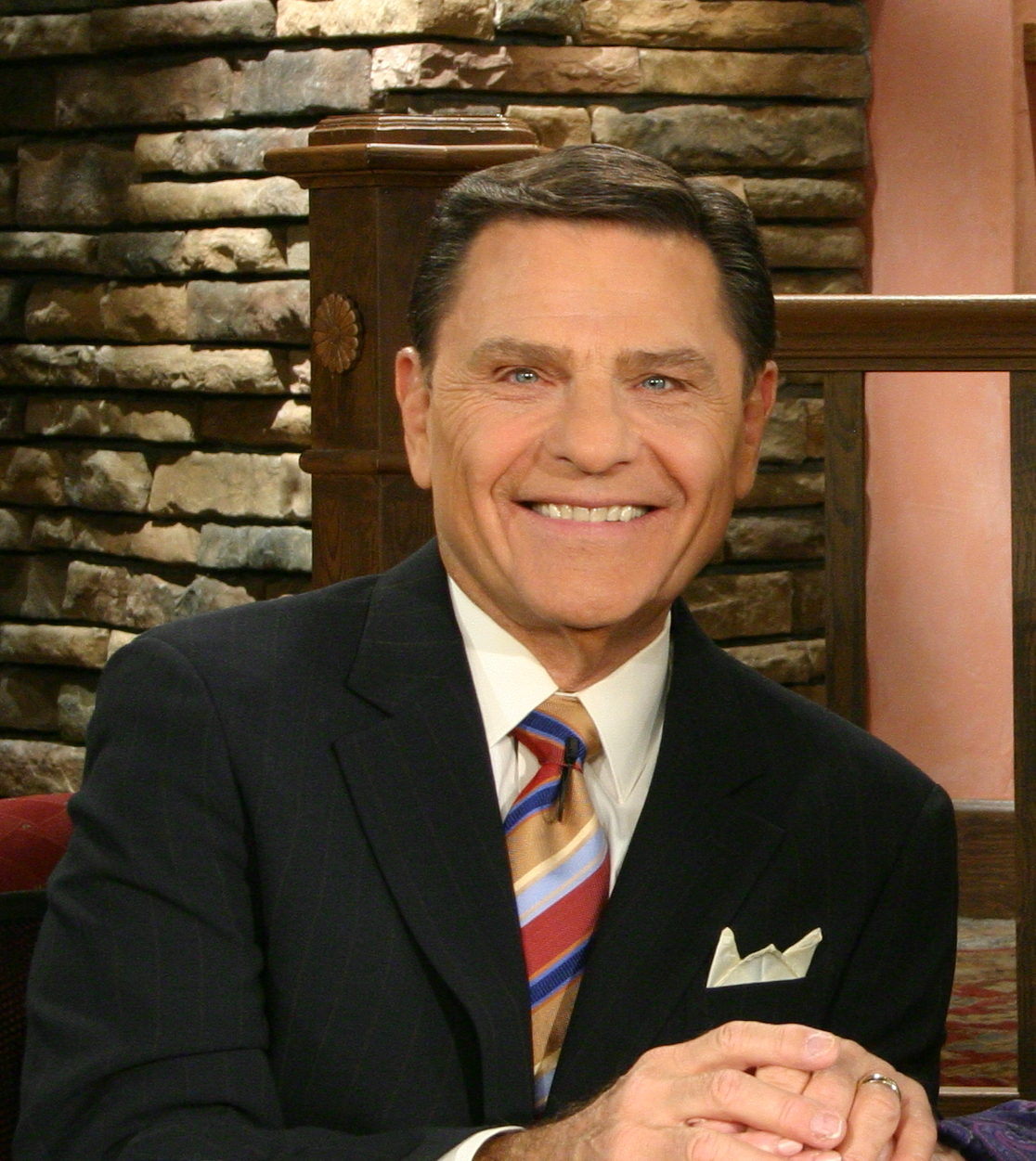
케네스 코플랜드

케네쓰 코플랜드(Kenneth Copeland, 1936년 ~ )는 TV 전도자이며, 케네쓰 코플랜드 미니스트리즈(Kenneth Copeland Ministries)라는 이름의 기독교 조직의 창설자다. 그의 아내는 글로리아 코플랜드(Gloria Copeland)이다.

## 저서
- 『기도는 성공의 초석』
- 『하나님의 사랑』
- 『당신의 적은 누구인가』
- 『형통한 삶을 사는 비결』

## 공저
- 『믿음에서 믿음으로』

[[분류:코로나19 음모론자]